# Yeonggwimi-myeon
Yeonggwimi-myeon (koreanska: 영귀미면) är en socken i den norra delen av Sydkorea, 85 km öster om huvudstaden Seoul. Den ligger i kommunen Hongcheon-gun i provinsen Gangwon. 
Socknen fick sitt nuvarande namn 1 juni 2021. Dessförinnan hette den Dong-myeon (동면).